# Stankonia
Stankonia è il quarto album del duo hip hop statunitense OutKast, pubblicato nel 2000 da LaFace e Arista Records.
Dopo Aquemini, il duo di Atlanta decide di sperimentare nuovi stili musicali includendo funk, rave, musica psichedelica, gospel e rock al contesto dell'hip hop del dirty south. Nel corso della registrazione del disco, André 3000 supera il rapping tradizionale a favore di uno stile vocale più melodico, iniziando un approccio al quale Big Boi e gli altri produttori non sono abituati. Il disco tocca una discreta varietà di argomenti quali la politica, la misoginia, la sessualità, la cultura afro-americana, la paternità e l'introspezione. L'album ospita una vasta quantità di artisti e musicisti locali scoperti dal duo mentre visitavano i club di Atlanta.
Stankonia è accolto dal plauso universale dei critici, venendo considerato fin dalla sua uscita uno dei migliori album hip hop di sempre: ai Grammy Awards 2002, vince il premio come miglior album rap. Debutta al numero due della Billboard 200, vendendo 530 000 copie fisiche nella sua prima settimana e producendo tre singoli, B.O.B., Ms. Jackson (primo nella Hot 100 e Grammy 2002 come miglior brano rap di un duo o un gruppo) e So Fresh, So Clean. Nel 2003, l'album è inserito al numero 359 della lista dei 500 migliori album di tutti i tempi di Rolling Stone.
Su Metacritic totalizza il punteggio di 95/100, basato su 20 recensioni.
| Recensione           | Giudizio       |
| -------------------- | -------------- |
| AllMusic             | [ 1 ]          |
| Rolling Stone        | [ 8 ]          |
| Q                    | [ 8 ]          |
| Robert Christgau     | A              |
| Vibe                 | [ 8 ]          |
| The A.V. Club        | A              |
| Entertainment Weekly | A              |
| Alternative Press    | [ 11 ]         |
| The Guardian         | [ 12 ]         |
| Los Angeles Times    | [ 13 ]         |
| NME                  | [ 14 ]         |
| Pitchfork            | [ 15 ]         |
| Ondarock             | Pietra miliare |

## Tracce
1. Intro – 1:09 – Earthtone III (Outkast, Mr. DJ)
2. Gasoline Dreams (featuring Khujo) – 3:34 – Earthtone III
3. I'm Cool – 0:42
4. So Fresh, So Clean – 4:00 – Organized Noize
5. Ms. Jackson – 4:30 – Earthtone III
6. Snappin' & Trappin' (featuring Killer Mike & J-Sweet) – 4:19 – Earthtone III
7. D.F. – 0:27
8. Spaghetti Junction – 3:57 – Organized Noize
9. Kim & Cookie – 1:12
10. I'll Call Before I Come (featuring Gangsta Boo & Eco) – 4:18 – Earthtone III
11. B.O.B. – 5:04 – Earthtone III
12. Xplosion (featuring B-Real) – 4:08 – Earthtone III
13. Good Hair – 0:14
14. We Luv Deez Hoez (featuring Backbone & Big Gipp) – 4:10 – Organized Noize
15. Humble Mumble (featuring Erykah Badu) – 4:50 – Earthtone III
16. Drinkin' Again – 0:24
17. ? – 1:28 – Earthtone III
18. Red Velvet – 3:52 – Earthtone III
19. Cruisin' in the ATL – 0:19
20. Gangsta Shit (featuring Slimm Calhoun, C-Bone & T-Mo) – 4:41 – Carl Mo, Earthtone III (co-prod.)
21. Toilet Tisha – 4:24 – Earthtone III
22. Slum Beautiful (featuring Cee-Lo) – 4:07 – Earthtone III
23. Pre-Nump – 0:27
24. Stankonia (Stanklove) (featuring Big Rube & Sleepy Brown) – 6:51 – Earthtone III

## Classifiche

### Classifiche settimanali
| Classifica (2000)         | Posizione massima |
| ------------------------- | ----------------- |
| Australia                 | 33                |
| Austria                   | 16                |
| Belgio (Fiandre)          | 25                |
| Canada                    | 4                 |
| Danimarca                 | 17                |
| Finlandia                 | 8                 |
| Francia                   | 26                |
| Germania                  | 6                 |
| Norvegia                  | 8                 |
| Nuova Zelanda             | 17                |
| Paesi Bassi               | 20                |
| Regno Unito               | 10                |
| Stati Uniti               | 2                 |
| Stati Uniti (R&B/hip-hop) | 2                 |
| Svezia                    | 15                |
| Svizzera                  | 14                |

### Classifiche di fine anno
| Classifica (2000)         | Posizione massima |
| ------------------------- | ----------------- |
| Stati Uniti               | 104               |
| Stati Uniti (R&B/hip-hop) | 51                |
| Classifica (2001)         | Posizione massima |
| Stati Uniti               | 16                |
| Stati Uniti (R&B/hip-hop) | 6                 |